# Альфос-де-Санта-Гадеа
Альфос-де-Санта-Гадеа (ісп. Alfoz de Santa Gadea) — муніципалітет в Іспанії, у складі автономної спільноти Кастилія-і-Леон, у провінції Бургос. Населення — 113 осіб (2010).
Муніципалітет розташований на відстані близько 280 км на північ від Мадрида, 70 км на північ від Бургоса.
На території муніципалітету розташовані такі населені пункти: (дані про населення за 2010 рік)
- Ігон: 26 осіб
- Кінтанілья-де-Санта-Гадеа: 18 осіб
- Санта-Гадеа: 69 осіб

## Демографія
Динаміка населення (INE ):